# Велавский, Давыд
Давы́д Вела́вский  († после 1474) —  пан из Велавской земли (современное село Валавск Ельский район Гомельской области), сын Лариона Велавского.
Давыд Велавский с первой половины и до 70-х годов XV века боярин овручский и волынский, родоначальник шляхетских родов Велавских-Левковских, Булгаковских-Верповских, Геевских-Невмержицких, Геевских-Ловдыковских, Доротичей-Павловичей, Малкевич-Ходаковских, Малевичей (от Малка Доротича), Покалевских, Редчицев.
Имел сыновей:
- Яков Покалевский имел сыновей Кузьму Покалевского и Конона, Каленика, Даниила, Лариона Редчицев (Турчинов).
- Булгак Велавский – получатель грамот Киевского воеводы Мартина Гаштольда (1474) и короля Казимира в Троках (1486); сын Левко - боярин Овручский, «отчич» с. Левковичи; другие сыновья: Сенюта Булгак Верповский, Нестер и Яшута Геевичи и Сидор Левкович.
- Павел Велавский — сыновьями Павла с женой Доротой были бояре Малко, Петр, Антон, Андрей Доротичи (с 1496 по 1524).
- Андрей Глушко Велавский имел сына Васька Андреевича Велавского (1542)
- Волынец-Вольнянец имел сына Михаила (1496).[2][3][4][5]

## Генеалогия
```
         N. Турчин (Немира, конюший Витовта?) [Велавский] (1398)
              │
              ├─ N. Турчин («а брат его [первей] з Кормы служит, з дедизной своей [части]»)
              │    └─N. Турчин («братанич оного [з] Ерликовской земли служит»)
              └─
Ларион Велавский
 († после 1438), боярин князя Олелька Владимировича (1420, 1422) и князя Свидригайла (1438) «[а он з] Тенетыловской земли служит, а к той земли придали мы Лариону Нивки Сивковщизну»  
                    │
                    └─Давыд Велавский († после 1474), овручский и волынский пан (Велавск, Литовский Остров)
                        ├─Яков Покалевский, боярин овручский (Покалев, Давыдковичи)—>Кузьма—>Богдан Покалевский († после 1558) ∞ Опранья (Стефанида) Денисовна—>Покалевские─(x)
[
6
]
  
                        │   └─Конон и Каленик «Яковълевичы», Данило (1552) и Ларион Редчицы  (1522, 1537, 1545)—>
Турчины-Редчицы («Turczynow, a teraz tytuluiaczych Redczycow», 1645)
[
3
]
[
4
]
                         
                        ├─Андрей Глушко Велавский, ″ (Покалев)
                        │   └─Васько Андреевич Вилавский, боярин киевский (с. Булгаки в Заушье, 1542)—>Гришко и Клим Василевичи (1552, 1571, Овруч)─(x)
                        ├─Вольнянец, ″ (с. Гаевичи)—>Михайло (Литовский Остров)─(x)
                        ├─Павел Велавский, ″ ∞ Дорота  
                        │   ├─Пётр Доротич Велавский (1496, Литовский Остров; с. Дорошичи под Выговом?
[
7
]
[
8
]
) 
                        │   ├─Антон Доротич (1496), Литовский Остров 
                        │   ├─Андрей Доротич (1496, 1510, 1524), Литовский Остров   
                        │   └─Малко Доротич (1510, 1524)/с. Доротичи или Малевщизна в Пещанице со стороны Полесского + Литовский Остров/
                        │     └─Яцко Малкович (1530)—>Василий Малкович-Ходаковский (1570
[
9
]
)—>
Малкевич-Ходаковские

                        │        └─Кондрат Малевич (уп. 1566—1569)—>Артемий Доротич-Малевич (уп. 1604—1631)...—>
Казимир Малевич
[
10
]

                        └─Булгак (Василий?) "Белавский" (Велавский), земянин овручский († после 1486, Верпа Смолчанская земля) 
                            ├─
"Львей" (Лев, Левко)
, земянин киевский (1474) 
                            │      ├─Нелепа (Величко, 1489?) Левкович                                     
                            │      │  ├─Гридко (1571)—>Иван, Яцко (1586); Мартин, Дмитрий (1604), Фурс (1607)—>
Левковские

                            │      │  ├─Томило (″)—>Илья (1603), Яцько (1614), Максим—>
Левковские

                            │      │  ├─Сезин (″)—>Клим Зиневич Нелипович (1592)─(x); 
Ралько Зеневич
 (1609)─(x)
                            │      │  ├─Хвен (Фёдор) (″)—>Тимофей, Фёдор, Оникий (1614)—>
Левковские

                            │      │  └─Встин (Устим) (″)—>Пашко (1614)─(x); Олехно-Олешко (1576, 1578, 1592, 1628
[
11
]
)—>Иван-Петух Олешкович (1609) 
                            │      └─N. Левкович (Иван, 1489?)
[
12
]

                            │              ├─Андрей Левковский (1575)
[
13
]
 —>
Левковские
(Белая Церковь)?
[
14
]

                            │              └─Павел Левковский (Ковель, 1572)  
                            │                      └─Иоанн Левковский (Ровно, 1609)—>
Левковские
(Волынь, священнослужители)?      
                            ├─Сенюта? (Верпа)
                            │  ├─Гришко Сенютич (1524)─(x) 
                            │  └─Иван Верповский (1556)
                            │      └─—>Павел и Семён (1574)—>Булгаковские-Верповские—>Верповские
[
15
]

                            ├─Нестер Геевич (1510, 1524), Нестеровщина в Левковичах (до 1525)
                            │  └─Макар Геевич (1530, 1554)—>Иван, Родивон, Охрим, Леон, Каленик, Григорий ∞ Агапия Ивановна
[
16
]
—>Лисичи, Геевичи-Ловдыковские—>Гаевские
                            ├─Яшута Геевич (1524), Яшутевщина в Левковичах (до 1525)─(x) 
                            └─Сидор Левкович  (1530) вместе с Макаром Геевичем и Яцком Малковичем назвал «предком их, на йме Ларивону Валавъскому»
                               ├─Федор Сидорович, 1544 (Федко Ложчич, 1524)—>Невмержицкие
                               ├─Солуян Сидорович (с. Невмиричи) 1552—>Дмитрий и Яцко Дьяконовичи—>Невмержицкие
                               └─Зиновий Сидорович (с. Левковичи) 1576─(x)
[
17
]
```